# Alfred Bauer
Alfred Bauer (Würzburg, 18 novembre 1911 – Berlino, 19 ottobre 1986) è stato un giurista e storico del cinema tedesco, direttore del Festival internazionale del cinema di Berlino dalla prima edizione del 1951 fino a quella del 1976.

## Biografia
Nato e cresciuto in Baviera, iniziò ad occuparsi di cinema lavorando per l'UFA dopo aver conseguito un dottorato in diritto cinematografico. Dopo aver servito nell'esercito tedesco durante la seconda guerra mondiale diventò consulente per il governo militare britannico.
Nel 1950 pubblicò il Deutscher Spielfilm Almanach, una guida alle produzioni del cinema tedesco a partire dal 1929, e lo stesso anno fu nominato direttore del Festival di Berlino. La rassegna venne inaugurata nel 1951 e Bauer ne rimase alla direzione per ben 26 anni.

## Il Premio Alfred Bauer
Dal 1987 al 2019, durante la Berlinale la giuria internazionale ha assegnato un premio dedicato ad Alfred Bauer a film ritenuti particolarmente innovativi. L'assegnazione è stata sospesa nell'edizione del 2020 e definitivamente cancellata a partire dal 2021, a seguito della scoperta del passato di Bauer quale funzionario di primo piano del Ministero della Propaganda guidato da Joseph Goebbels durante il regime nazista.